# ピール・P50
P50はピール・エンジニアリング・カンパニーによって製造されていた三輪マイクロカーである。1962年から1965年にかけて生産されていた。世界最小の量産自動車として、2010年にギネスブックに認定されている。

## 概要
1955年、それまでフェアリングの製造などを行っていたピール・エンジニアリング・カンパニーは、「マンクスカー」を発表し、マイクロカー製造への参入を発表した。マンクスカーは税制の改正などの諸事情により市販されずに終わったが、その製造ノウハウを生かし新たなマイクロカーを計画した。
1962年、ピール初の量産車であるP50を発表、デリバリーを開始した。P50は当時の価格で199ポンドという非常に低廉な価格で提供された。製造拠点はマン島に置かれた。
P50はシティカーとして設計された。コンセプトは「大人一人にショッピングバッグ一つ」で、居住空間は必要最低限であり、ドライバー1人が乗り込むと買物袋程度の積載が行える程度であった。
ボディはグラスファイバー（GFRP）製で、ドアは後ろヒンジのものが左側に1枚のみ備わる。灯火類はフロントに1つのヘッドランプとリアに2つのテールランプ/ブレーキランプを備え、ターンシグナルランプはフロントにのみ装着された。そのため交差点を曲がる際には後続車へは手信号で合図する必要があった。ワイパーは1本のみフロントウインドシールドの上部に装備された。カラーバリエーションはデイトナホワイト、ドラゴンレッドとダークブルーが設定されていた。エンジンはDKW製のモペッド用を流用、排気量49 ccの2ストロークエンジンから4.2馬力を発揮する。最高速度は61 km/hを誇り、公称燃費は2.8 L/100 kmであった。
P50はリバースギア（後退用ギア）を備えていなかった。しかし車重が60 kg弱と非常に軽量なため、必要に応じて背面のバンパー位置に備わったハンドルを持ち、キャスターバッグのように牽引して方向転換を行うことが可能であった。
1963年にはプロモーションのためブラックプールにあるブラックプールタワーの上層階に運ばれ、観測バルコニーの周りを走行しそのボディの小柄さと小回りのよさをアピールした。
P50は1965年まで製造された。総生産台数は3年で47台と振るわなかった。
その後2010年には、ピール・エンジニアリング・リミテッドより、レプリカバージョンの復刻生産が開始された。なお、このピール・エンジニアリング・リミテッドは、かつてのピール・エンジニアリングと直接的な関連はない。復刻版の外見は非常にオリジナルに似ているが、サスペンション、ステアリング、ドライブトレイン等、主要なメカニズムに大きな違いがある。2010年よりデリバリーされたP50は電気モーターで駆動する電気自動車（EV）であった。モーターは最高速度16 km/h（10 mph）の速度でしか走れなかったため、公道での使用はできなかった。しかしEVである利点としてバックギアを備えていた。2011年には公道走行可能な新たなバージョンのEVと、3馬力の4ストロークエンジンを備えたガソリンバージョンのデリバリーが開始された。両モデルともにバックギアが標準装備された。生産はかつてのマン島ではなく、サットン・イン・アッシュフィールドで行われている。